# Centre européen de documentation et d'information
 (novembre 2022).
Le Centre européen de documentation et d’information (CEDI ; espagnol : Centro Europeo de Documentación e Información ; allemand : Europäisches Dokumentations- und Informationszentrum) est fondé en août 1952 par Alfredo Sánchez Bella, directeur de l’Instituto de Cultura Hispánica à l’occasion d’un congrès à Santander. L’objectif de cette organisation est de réunir, de lier et de regrouper des organisations chrétiennes et conservatrices diverses, qui se sont constituées dans plusieurs États de l’Europe de l’ouest dans le contexte de la reconstruction européenne d’après-guerre, de la Guerre froide naissante et des débuts de l’intégration européenne. Avant tout pendant les premières années, le CEDI est dominé sur le plan idéologique et programmatique par son premier président, Otto von Habsburg, fils du dernier empereur autrichien.

## Contexte
En ce qui concerne l’Espagne, à l’époque relativement isolée sur la scène internationale, le CEDI constitue un forum de communication intime entre la vie politique, militaire, économique et culturelle espagnole d’un côté, et les cercles conservateurs d’Europe occidentale de l’autre. Derrière la façade d’un échange culturel et sous le signe d’une cohésion "occidentale", le CEDI revendique la participation politique, militaire et économique de l’Espagne au processus de l'intégration européenne.

## Organisation et membres
À l’occasion des congrès annuels du CEDI – ayant lieu presque toujours sur le sol espagnol – se rencontrent de nombreux personnages importants de la vie publique européenne. Par l’intermédiaire de ses membres, le CEDI est étroitement lié à d’autres organisations et institutions internationales et nationales comme le mouvement paneuropéen ou les associations d’expatriés allemandes. Mis à part les promoteurs espagnols du CEDI comme Alberto Martín-Artajo ou le Marqués de Valdeiglesias, ce sont surtout les membres des délégations allemandes et françaises comme Hans-Joachim von Merkatz, Richard Jaeger, Edmond Michelet, Comte François de la Noë et Michel Habib-Deloncle qui se révèlent les plus actifs. Marcel de Roover est président de la section belge. Au fil des ans, le secrétaire général autrichien, Georg von Gaupp-Berghausen, devient peu à peu tête organisatrice et programmatique du CEDI international.

## Idéologie
Du point de vue idéologique, le CEDI se distingue par ses références notoires à l’héritage chrétien – surtout catholique – et par son anticommunisme rigoureux. Les conférences "scientifiques", points élémentaires des meetings annuels du CEDI, font référence aux questions principales de l’intégration européenne, aux répercussions de la Guerre froide et à d’autres sujets socio-économiques liés à la politique internationale.

## Centres nationaux
Le centre allemand étant particulièrement actif, ce n’est pas par hasard que le siège du CEDI est transféré à Munich en 1957. À Paris se constitue déjà en 1955 un centre national français sous le nom de Centre technique d’études européennes (CTEE). D’autres centres nationaux naissent en Espagne, Belgique et Autriche, un peu plus tard également en Grande-Bretagne, au Liechtenstein, en Suisse, en Suède et au Portugal.

## Développement
La section française, envoyant un bon nombre de membres au comité de présidence international du CEDI, joue un rôle important lorsque, en mai 1958, Charles de Gaulle rentre sur la scène politique. C’est par l’intermédiaire du CEDI que le gouvernement allemand s’informe sur les objectifs internationaux poursuivis par le nouveau gouvernement français. L’UNR-UDT de son côté utilise le Centre européen afin de contacter les chrétiens-démocrates allemands. Pendant les années 1960, pourtant, l’engagement gaulliste dans le CEDI décline et ce sont les protagonistes espagnols, qui redécouvrent le Centre en tant que moyen utile quant à leur politique envers les États "hispaniques" d’Amérique latine. Face aux grandes césures politiques de la fin des années 1960, le CEDI est de plus en plus heurté aux limites de ses activités diplomatiques. Le processus de transformation démocratique en Espagne prive le CEDI des fondements matériaux et idéologiques les plus importants. Quand, à la fin des années 1980, la scission de l’Europe est progressivement surmontée, l’anticommunisme ne peut non plus servir de moyen d’intégration au CEDI. La dissolution de l’organisation en 1990 en est la conséquence logique.

## Littérature
- Chenaux, Philippe: Une Europe Vaticane ? Entre le Plan Marshall et les Traités de Rom, Louvain-la-Neuve 1990, ici p. 207–215, p. 222–228 et p. 240–244.
- Conze, Vanessa: Das Europa der Deutschen. Ideen von Europa in Deutschland zwischen Reichstradition und Westorientierung (1920–1970), München 2005, ici p. 169–206.
- Großmann, Johannes: Die Internationale der Konservativen. Transnationale Elitenzirkel und private Außenpolitik in Westeuropa seit 1945, München (Oldenbourg) 2014 (= Studien zur internationalen Geschichte, vol. 35).
- Le Dorh, Marc: Les démocrates-chrétiens français face à l’Europe 1944–1957. Mythes et réalités, Paris 2005, ici p. 490–492.
- Weber, Petra-Maria: Spanische Deutschlandpolitik 1945–1958. Entsorgung der Vergangenheit, Saarbrücken/Fort Lauderdale 1992, ici p. 205–268.